# Třída Dolgorae
Třída Dolgorae byla třída miniponorek námořnictva Korejské republiky. Celkem byly postaveny tři jednotky této třídy. Námořnictvo je provozovalo v letech 1985–2016. Uplatnily se především ve výcviku.

## Stavba
Celkem byly postaveny tři ponorky této třídy. Stavbu zajistila loděnice Hyundai v Ulsanu. Do služby byly přijaty v letech 1985–1991.
Jednotky třídy Dolgorae:
| Jméno | Spuštěna | Vstup do služby   | Status                  |
| ----- | -------- | ----------------- | ----------------------- |
| (051) | 1983     | 1. března 1985    | Vyřazena 2003.          |
| (052) | 1989     | 8. listopadu 1990 | Vyřazena v červnu 2016. |
| (053) | 1991     | 12. prosince 1991 | Vyřazena v červnu 2016. |

## Konstrukce
Miniponorky byly vybaveny sonary STN Atlas. Kromě šestičlenné posádky mohly přepravovat až osm žabích mužů. Jejich výzbroj tvořily dva příďové 406mm torpédomety. Pohonný systém tvořil jeden dieselgenerátor a jeden elektromotor pohánějící jeden lodní šroub. Nejvyšší rychlost dosahovala 9 uzlů na hladině a 6 uzlů pod hladinou.